# Skrytá křesťanská místa regionu Nagasaki
Skrytá křesťanská místa regionu Nagasaki (japonsky 長崎と天草地方の潜伏キリシタン関連遺産) je pojmenování pro skupinu památek nacházejích se na území prefektur Nagasaki a Kumamoto, která byla v roce 2018 zapsána na seznam světového kulturního dědictví a sestává z dvanácti různých lokalit (10 vesnic, ruiny hradu Hara a katedrála Oura) pocházejících z období mezi 17. a 19. století.
Křesťanství do Japonska přinesl v roce 1549 jezuitský misionář František Xaverský. Ústředním místem misionářské činnosti bylo město Nagasaki, ze kterého se šířilo do okolí. Noví křesťané byli následně pronásledováni významnými japonskými státníky Hidejoši Tojotomiem a Iejasu Tokugawaem. Po Šimabarském povstání (1637-1638) bylo pak křesťanství zcela zakázáno pod trestem smrti. To trvalo následující dvě století až do doby, kdy se Japonsko otevřelo západnímu vlivu v rámci procesu Bakumacu a reformem Meidži (druhá polovina 19. století). Památky pod ochranou UNESCO i další podobné stavby v regionu odrážejí dobu zákazu křesťanské víry, stejně jako revitalizaci křesťanských komunit po oficiálním zrušení zákazu v roce 1873. Tato místa nesou jedinečné svědectví o kulturní tradici utvářené skrytými křesťany v oblasti Nagasaki, kteří tajně prožívali svou víru během období zákazu od 17. do 19. století.

## Přehled lokalit
- ruiny hradu Hara
- katedrála Ōura
- vesnice Shitsu na ostrově Sotome
- vesnice Ono na ostrově Sotome
- vesnice Kasuga a posvátná místa v Hirado
- ostrov Nakaenoshima
- vesnice Sakitsu v Amakusa
- vesnice na ostrově Kuroshima
- pozůstatky vesnic na ostrově Nozaki
- vesnice na ostrově Kashiragashima
- vesnice na ostrově Hisaka
- vesnice Egami na ostrově Naru

## Fotogaerie

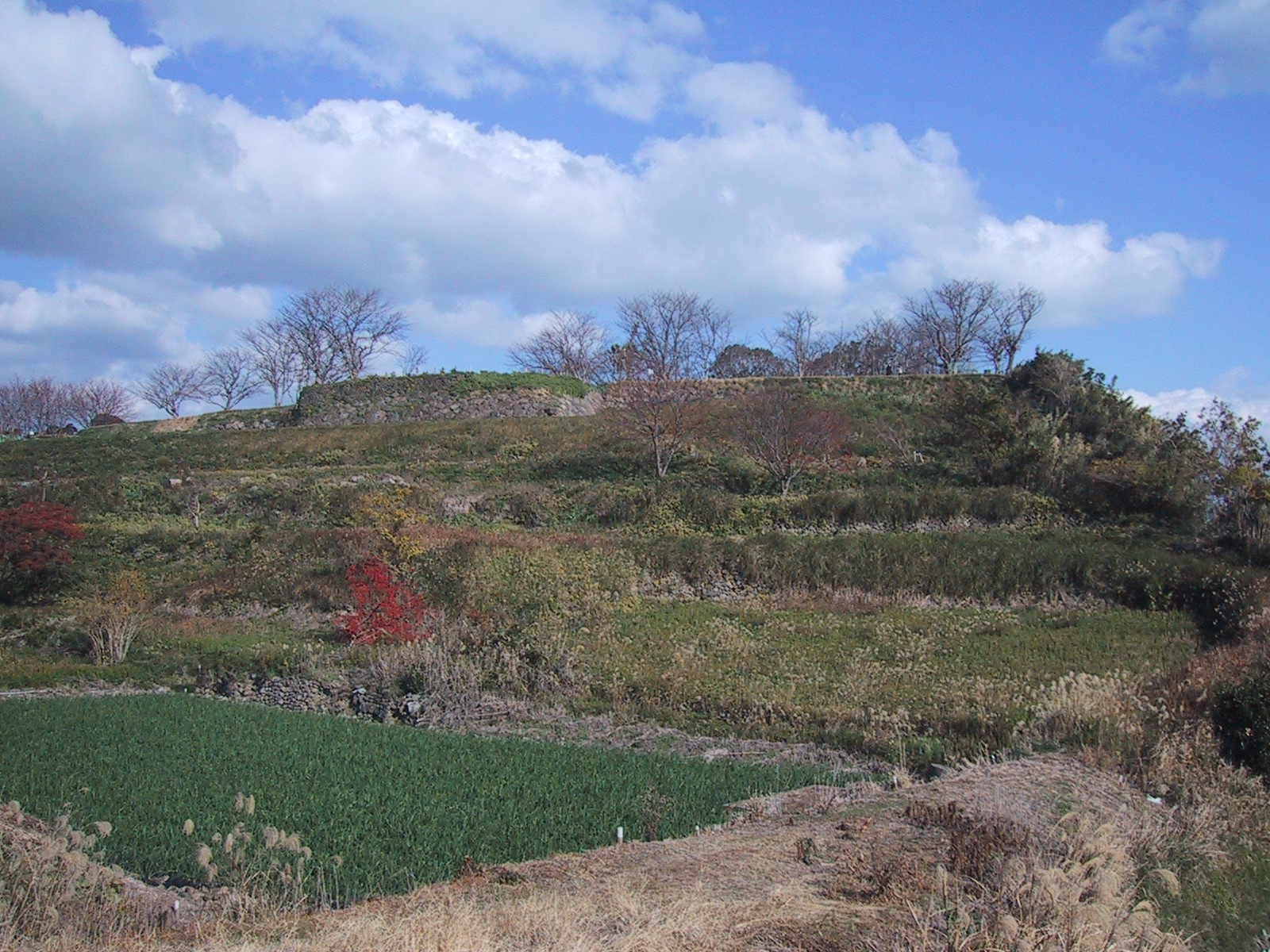
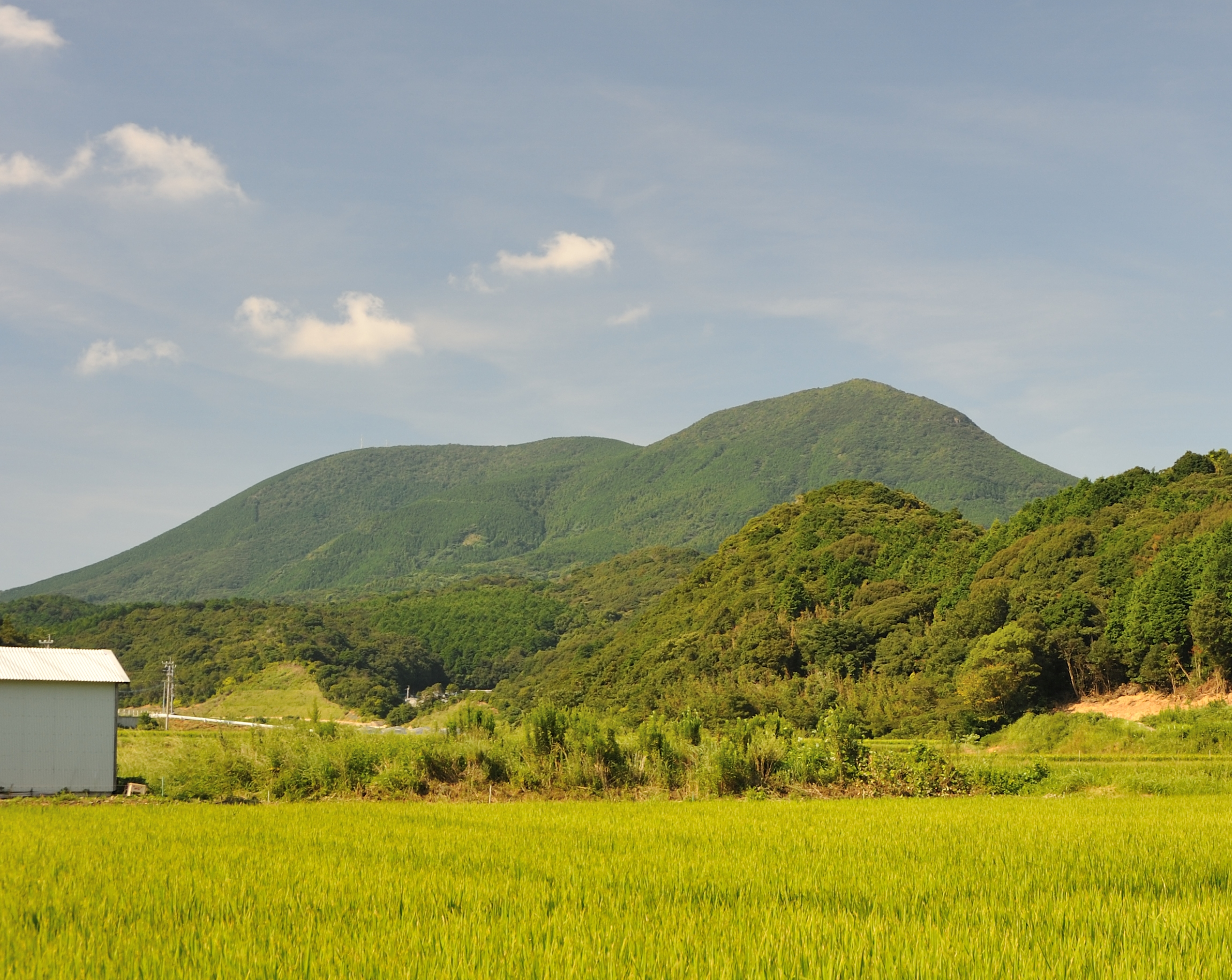
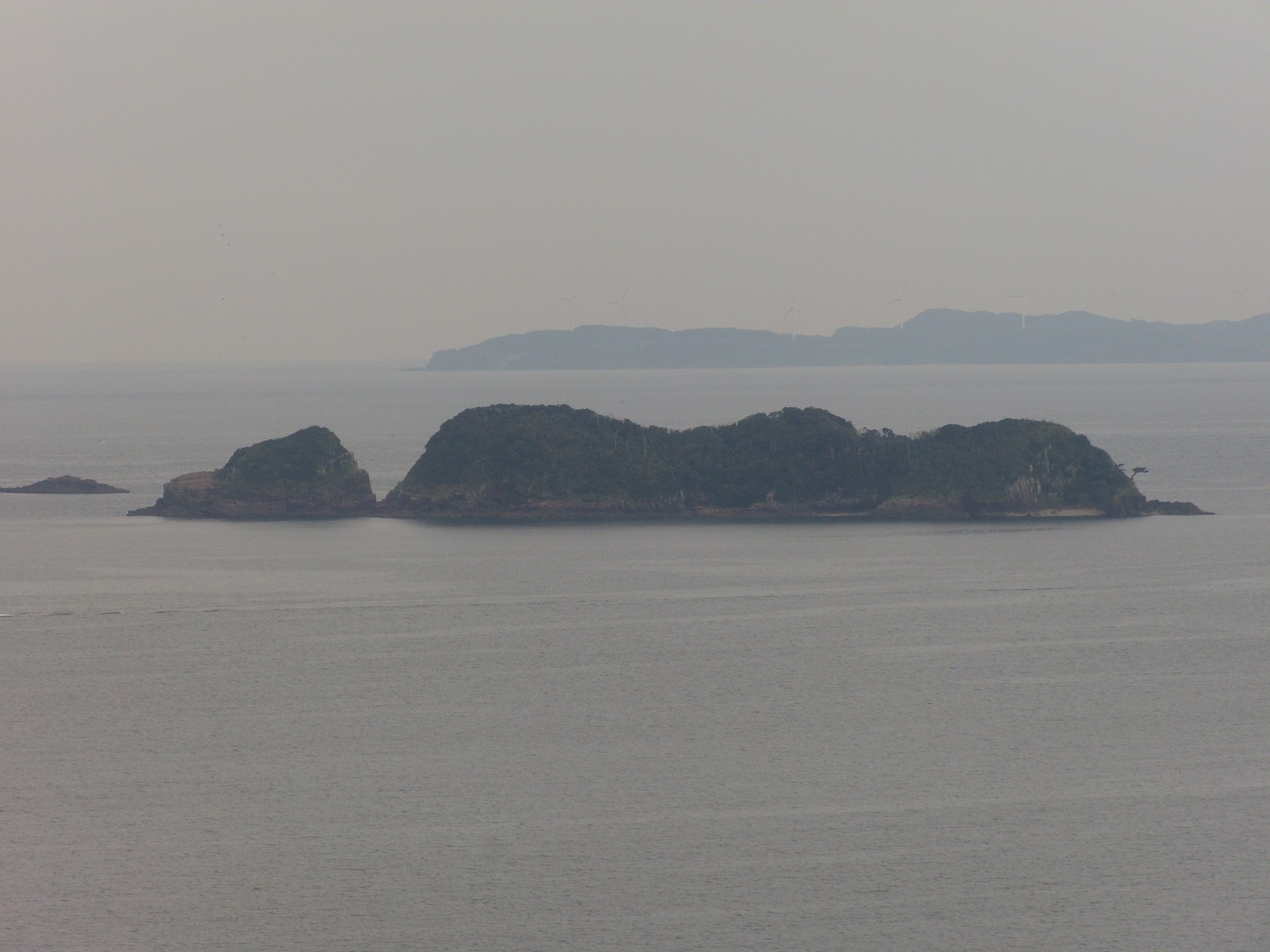
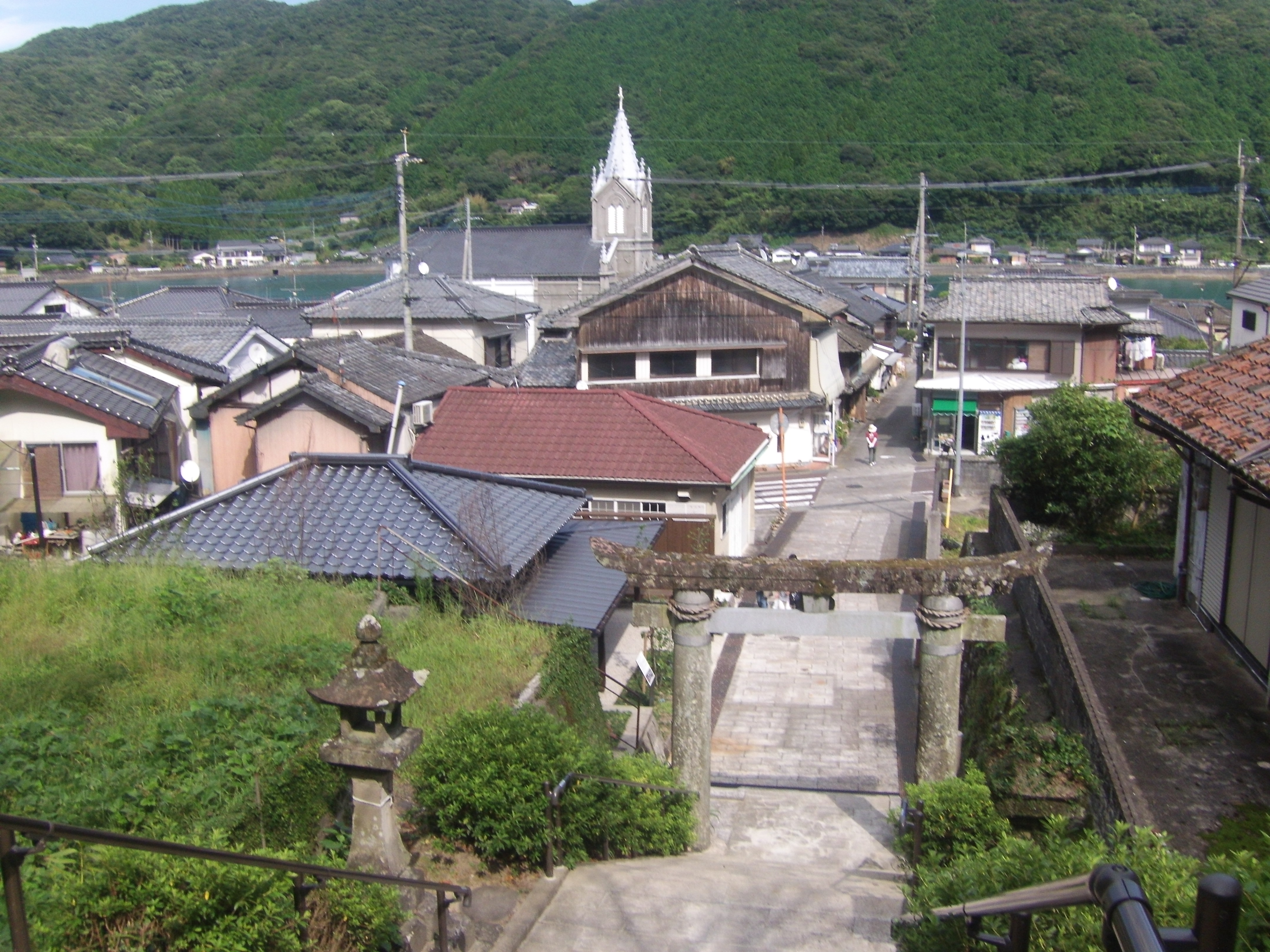
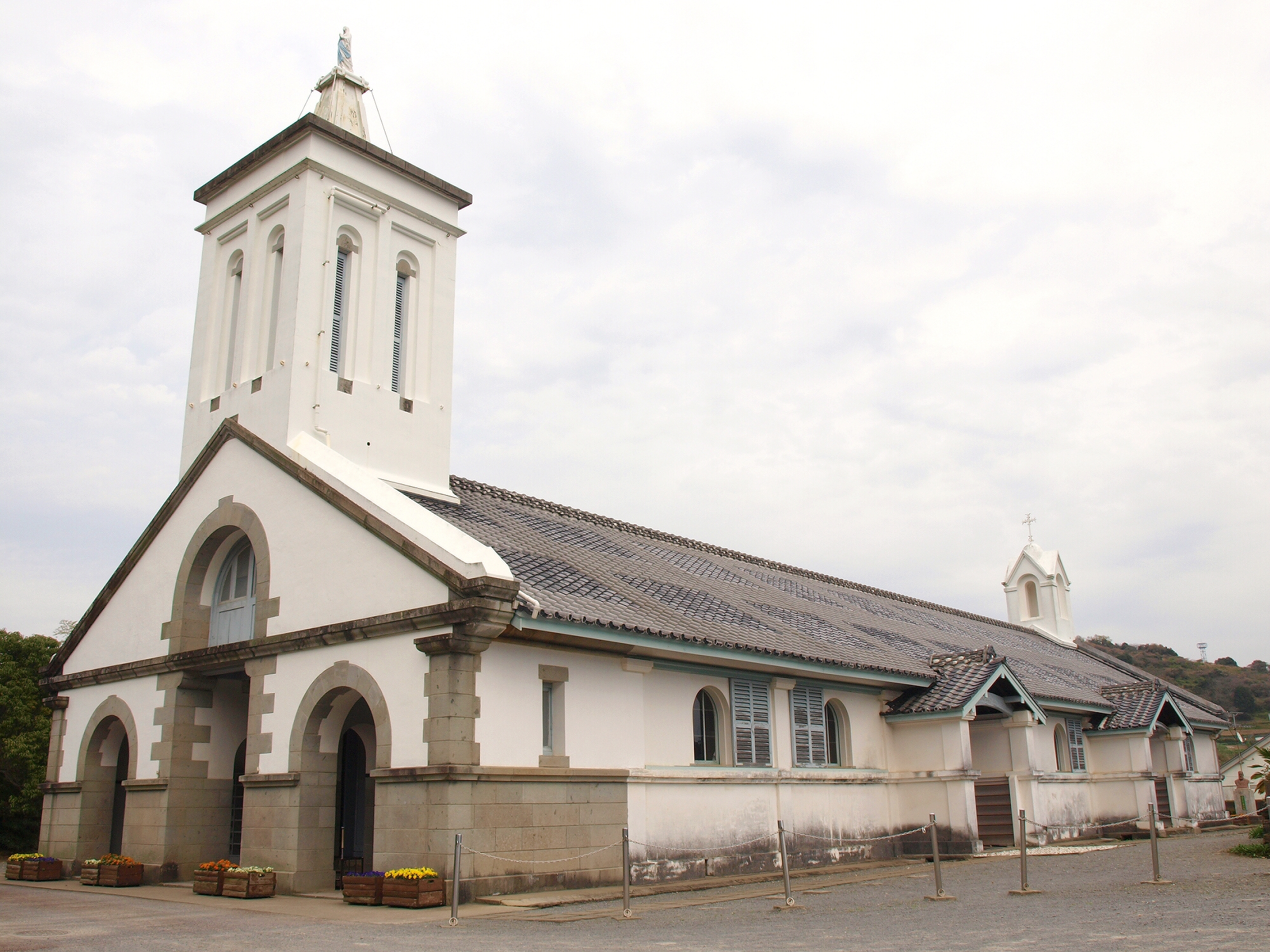
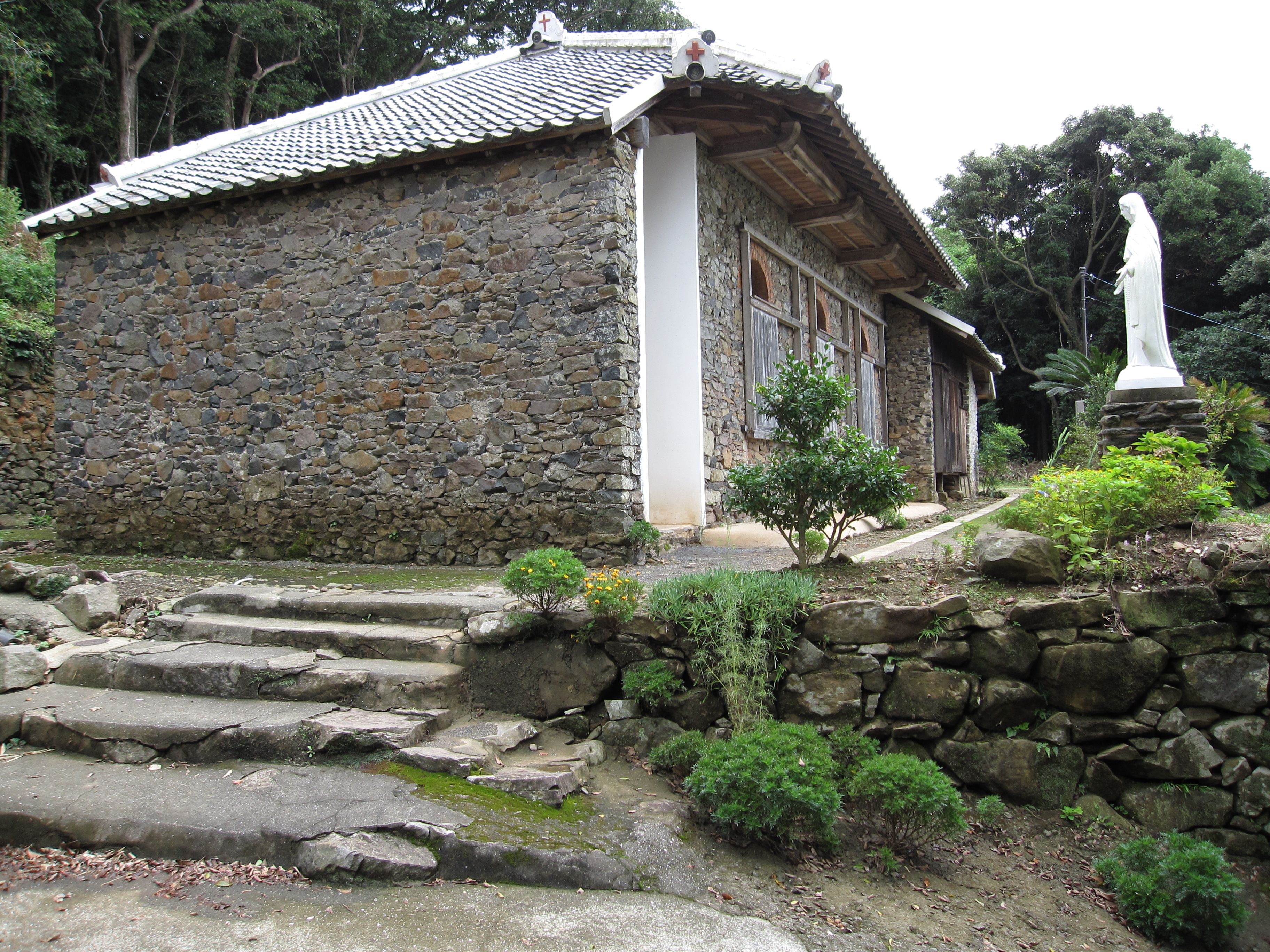
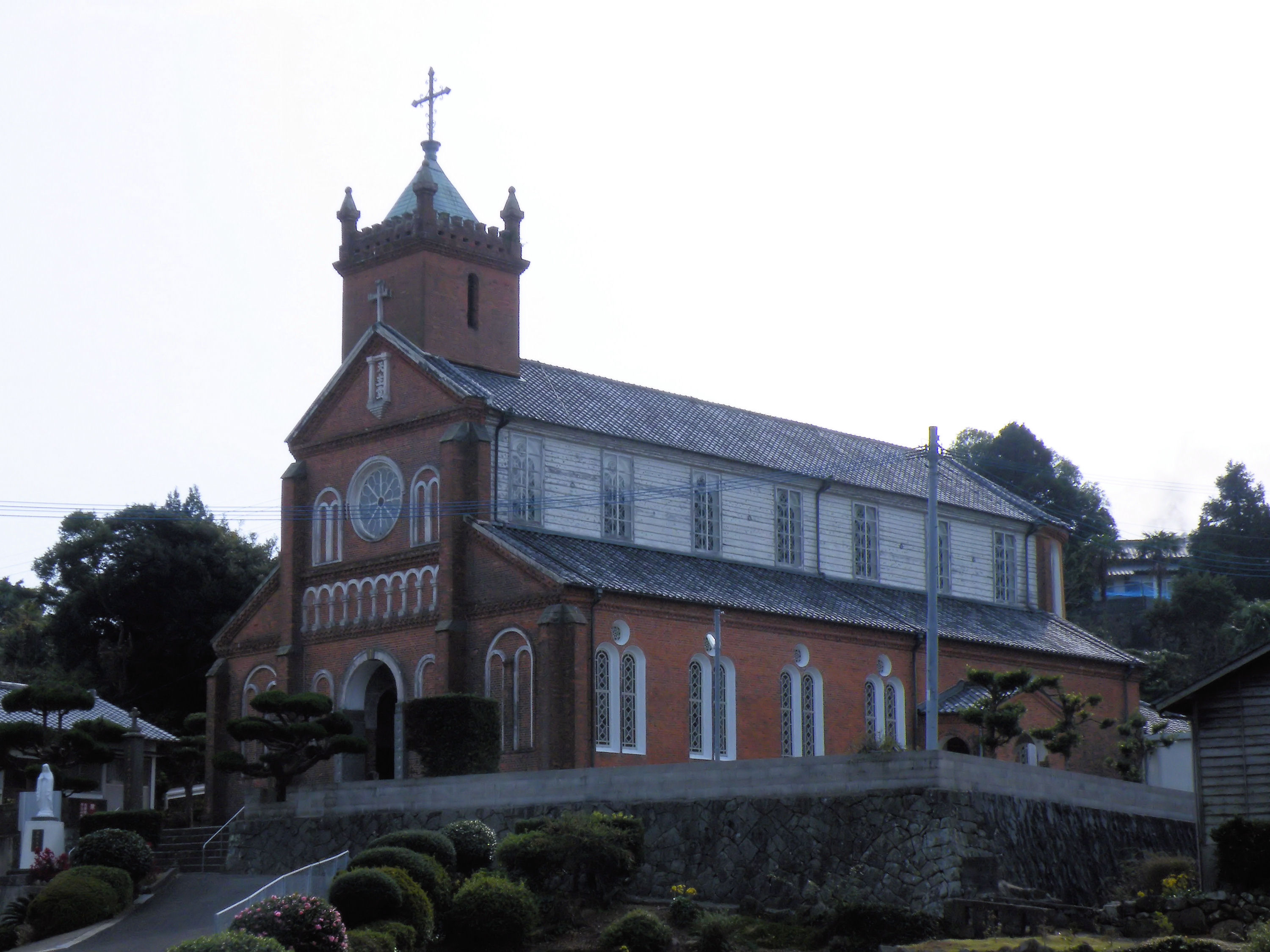
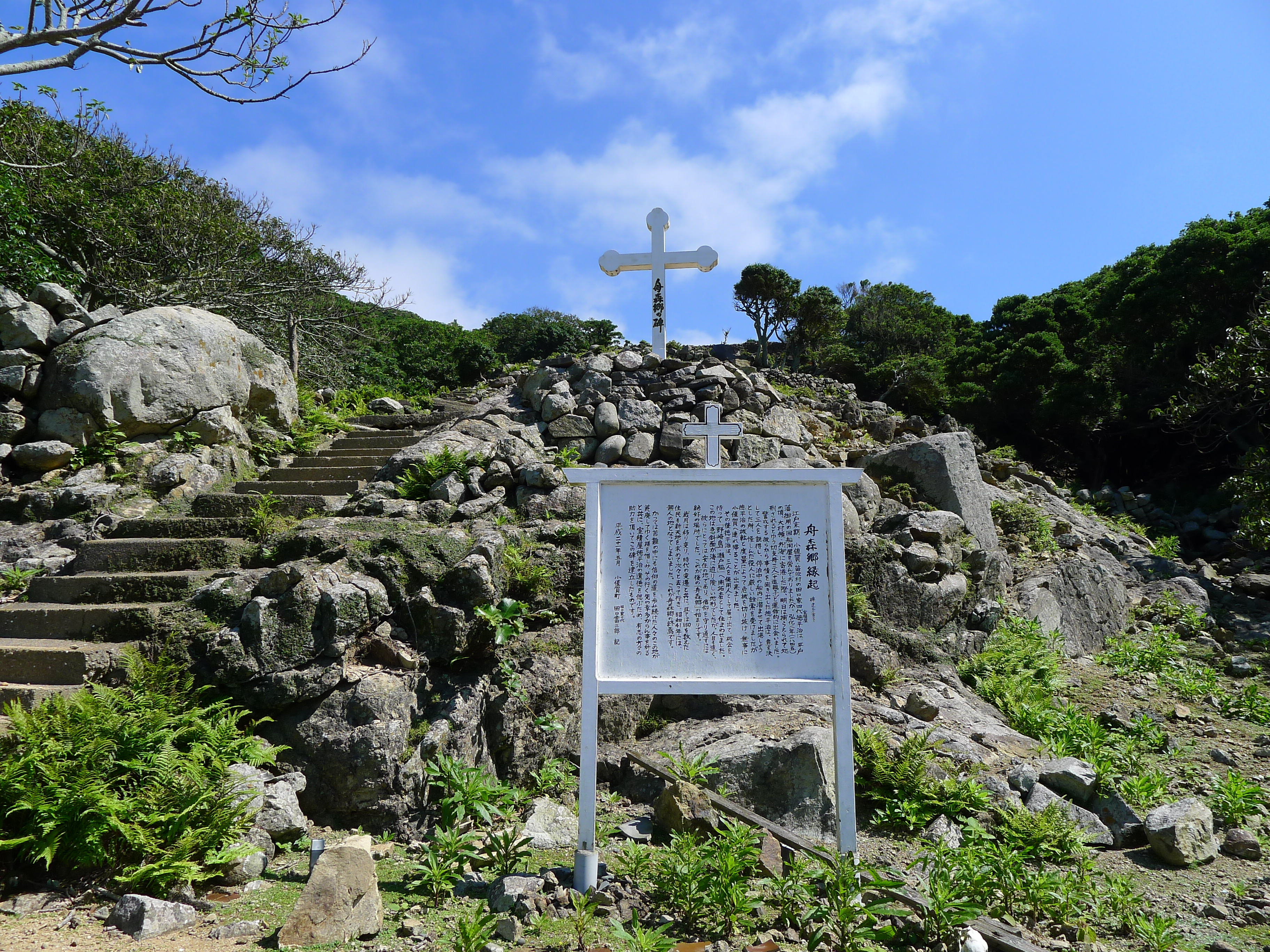
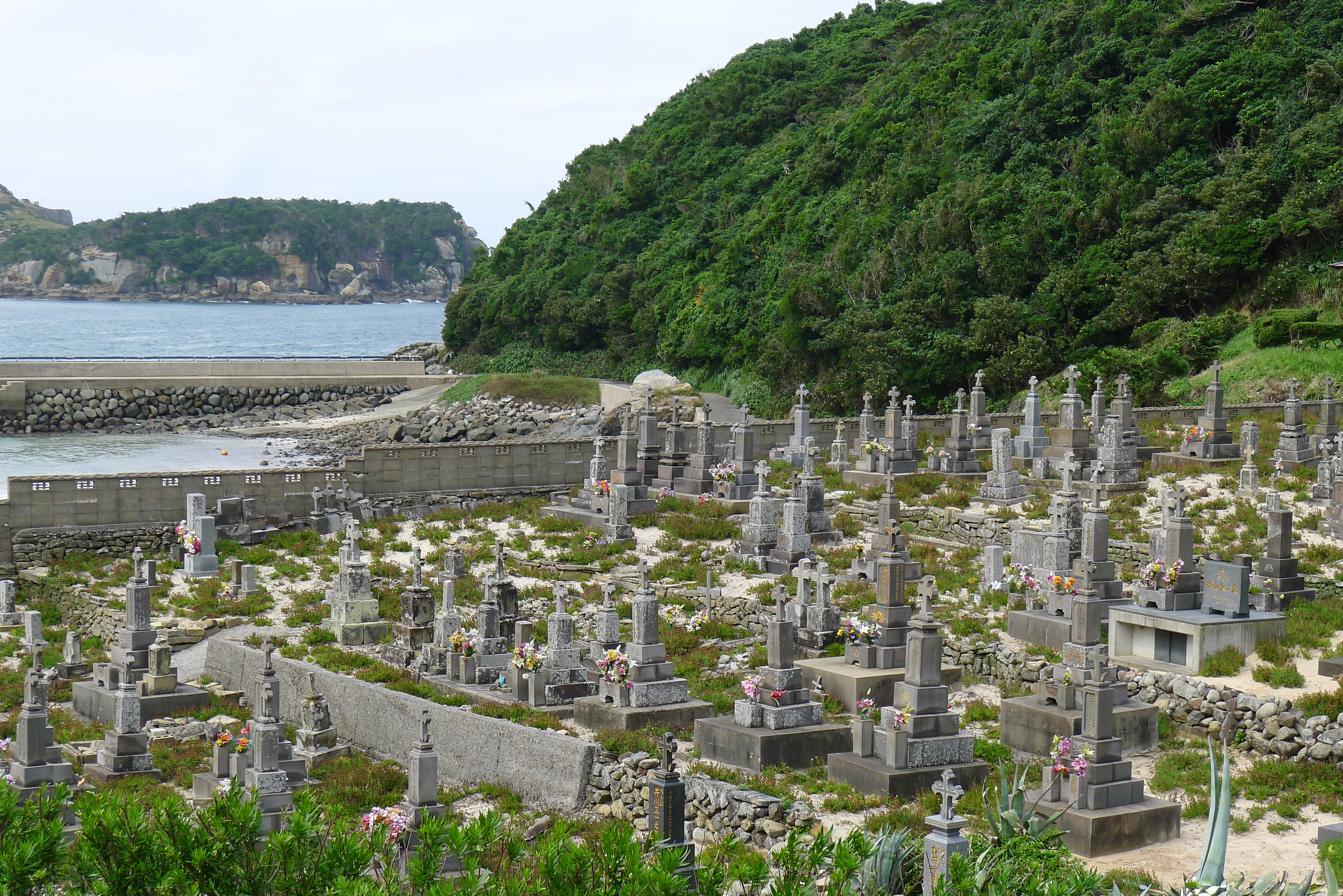
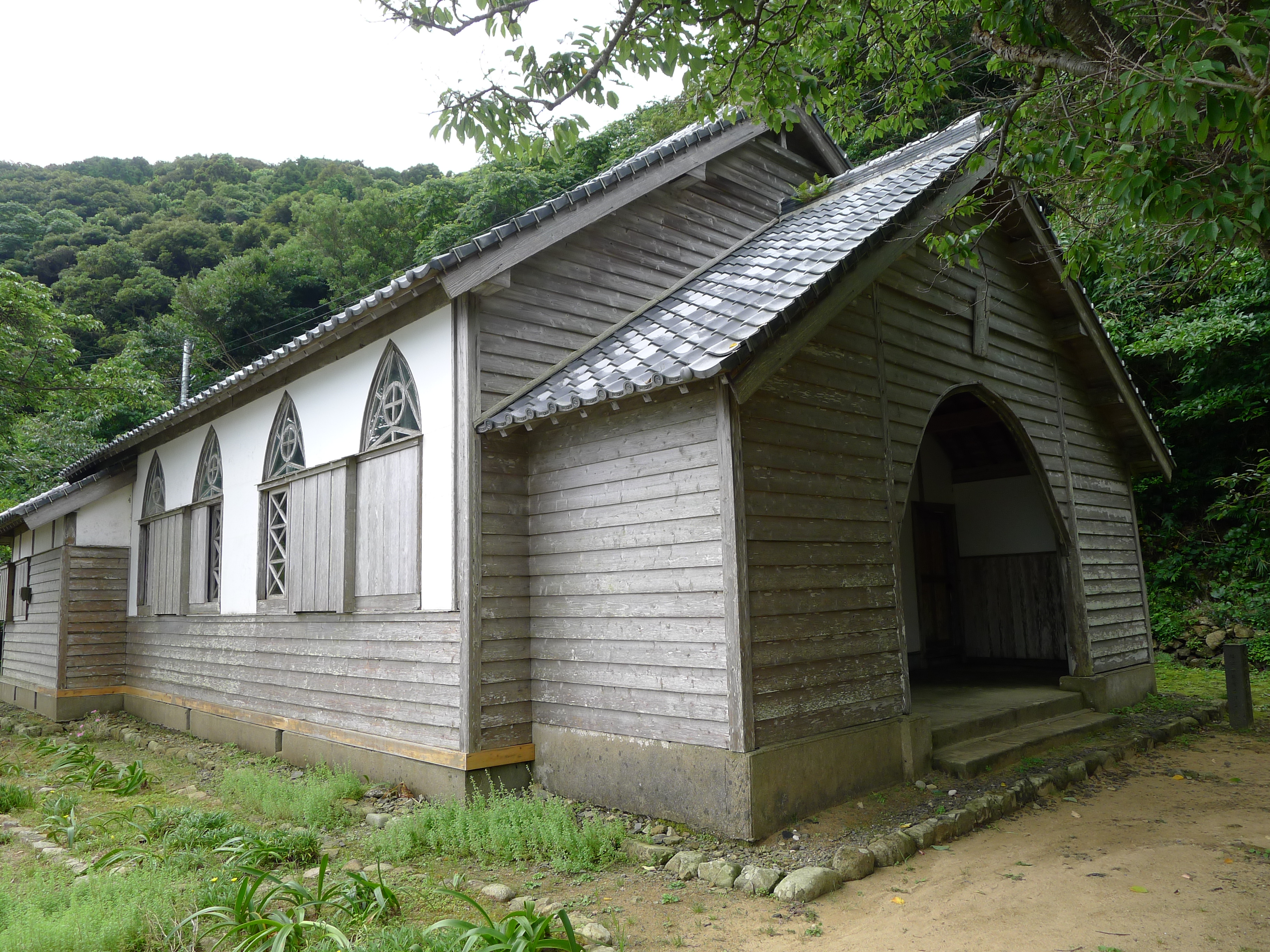
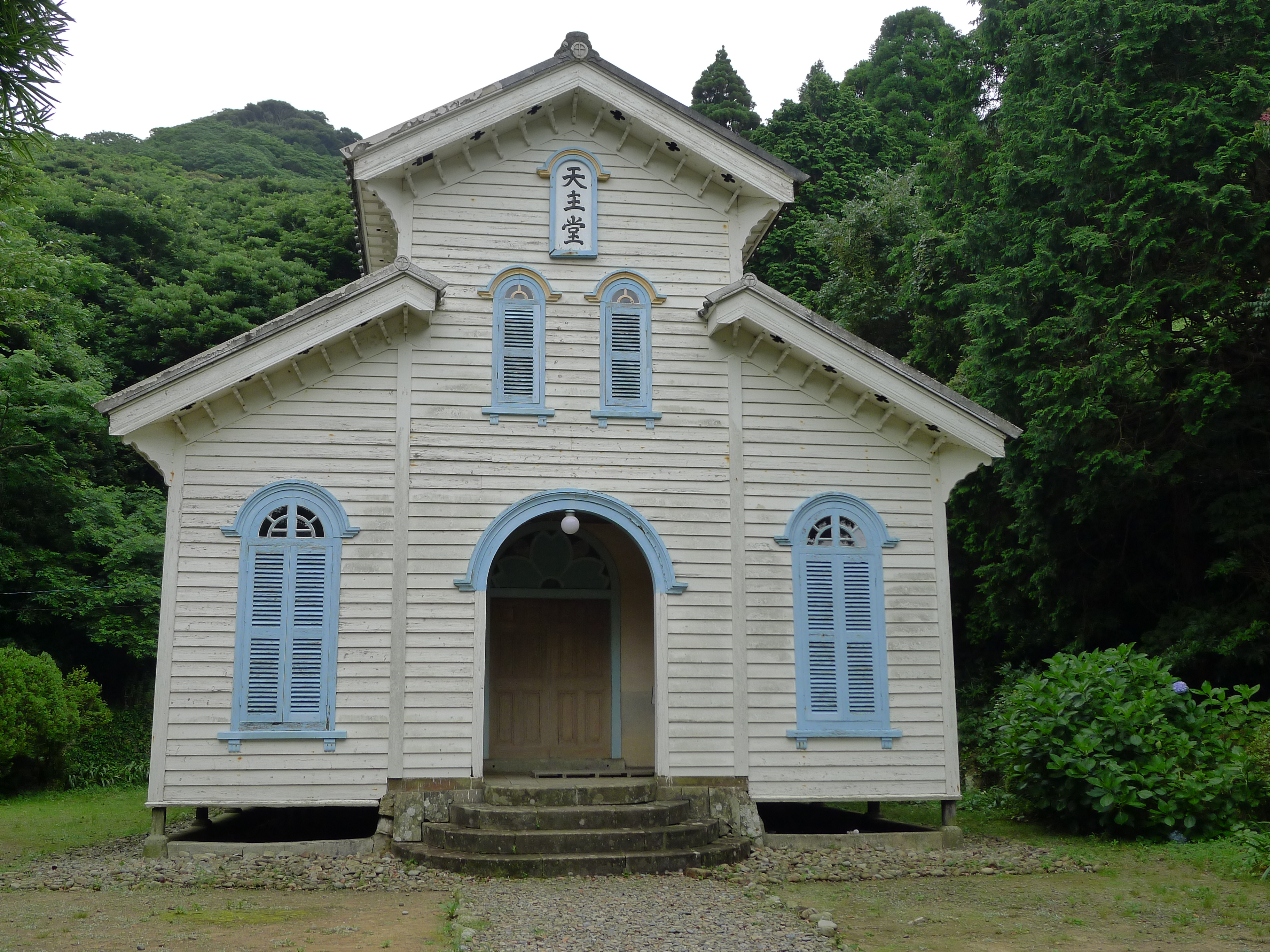
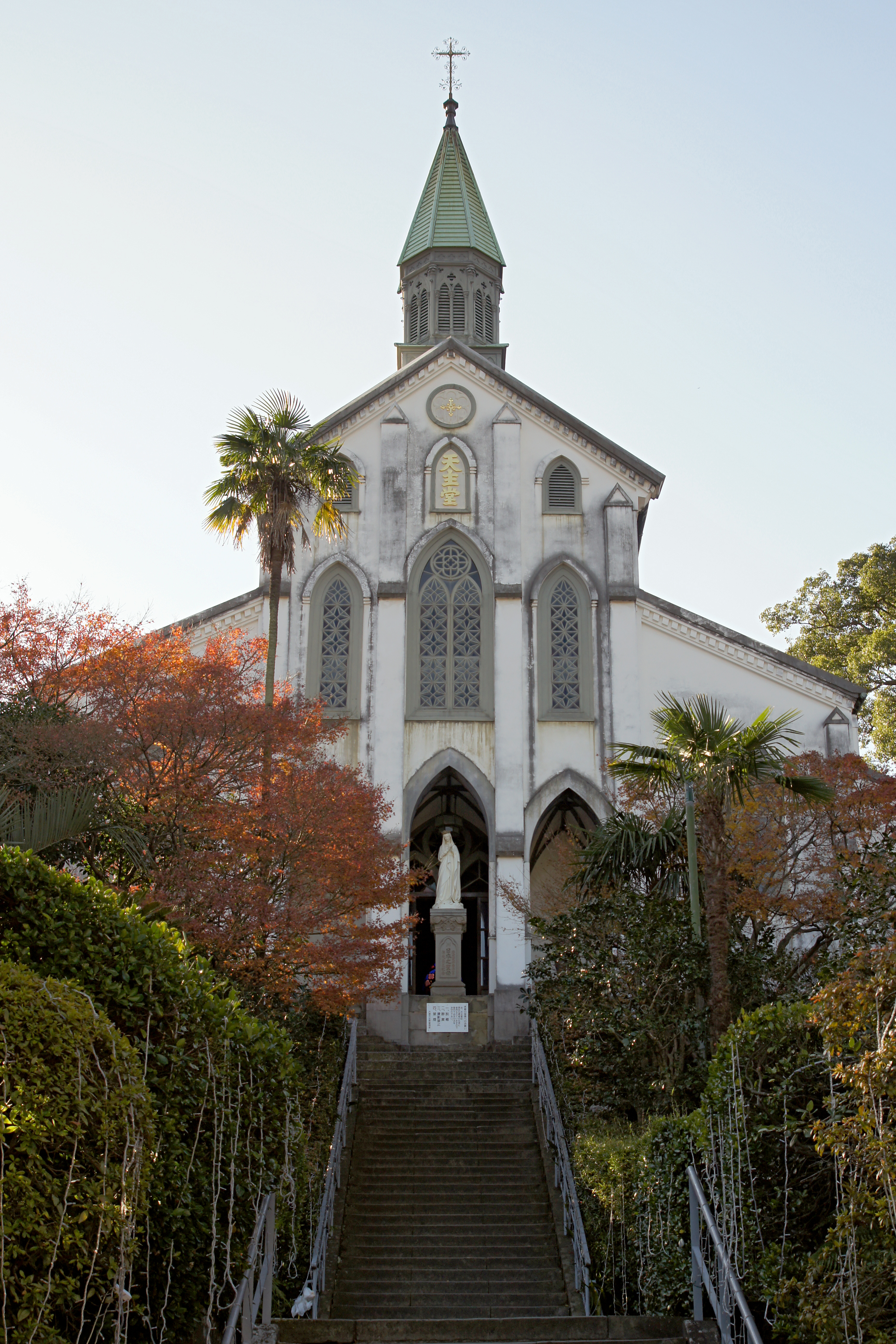